# نهلة عبد الفتاح
نهلة عبد الفتاح (مواليد 21 يناير 1990) هي لاعبة كرة طائرة مصرية في مركز الليبرو. لعبت لمنتخب مصر لكرة الطائرة للسيدات، وفازت معه بالميدالية الذهبية في دورة الألعاب العربية 2011. وعلى مستوى الأندية فقد لعبت للنادي الأهلي المصري عام 2011.